# Chaillac
Chaillac là một xã ở tỉnh Indre khu vực trung bộ Pháp. Xã này có diện tích 59,79 km², dân số thời điểm năm 1999 là 1170 người. Khu vực này có độ cao trung bình 196 mét trên mực nước biển.
Sông Anglin chảy qua xã này.